# Judy Geeson
Judith Amanda „Judy” Geeson (ur. 10 września 1948 w Arundel) – brytyjska aktorka filmowa i telewizyjna.

## Życiorys
Urodziła się w Arundel w hrabstwie West Sussex, wywodzi się z klasy średniej. Jej ojciec był redaktorem magazynu National Coal Board, a siostra, Sally Geeson, także zajmuje się aktorstwem. Uczęszczała do Corona Stage Academy, wyższej szkoły w Hammersmith, dzięki której w 1957 roku debiutowała na scenie teatralnej.
Pod koniec lat sześćdziesiątych otrzymała pierwszą przodującą rolę w szeroko dystrybuowanym filmie fabularnym. W filmie obyczajowym Jamesa Clavella Nauczyciel z przedmieścia (To Sir, with Love, 1967) zagrała Pamelę Dare, pupilkę licealnych profesorów. Tego samego roku aktorka wystąpiła w komedii Here We Go Round the Mulberry Bush jako Mary Gloucester, obiekt pożądania głównego bohatera filmu, granego przez przyszłego partnera Geeson, Barry'ego Evansa. Role w Berserk! (1967), Domie przy Rillington Place 10 (10 Rillington Place, 1971), Branniganie (1975) i Orzeł wylądował (The Eagle Has Landed, 1976) ugruntowały jej pozycję popularnej aktorki filmowej. Jednocześnie Geeson gościła na ekranie telewizyjnym, w znanych serialach.
W roku 1984 Geeson opuściła Londyn, przeprowadzając się do Los Angeles. Po pewnym czasie zmieniła obywatelstwo na amerykańskie. Rozgłos przyniosły jej występy w tasiemcach prominentnych stacji. W sitcomie NBC Szaleję za tobą (Mad About You, 1992−1999) regularnie wcielała się w postać nieprzyjaznej sąsiadki Maggie Conway. W serialu fantastycznonaukowym UPN-u Star Trek: Voyager (1995) grała hologram o imieniu Sandrine.
Uznawana za ikonę horroru za sprawą ról w filmach grozy z lat 70. i 80. W 2012, po dziewięciu latach przerwy w karierze, powróciła na duży ekran jako wiedźma Lacy Doyle w satanistycznym horrorze Roba Zombie The Lords of Salem. Pojawiła się później w kolejnym filmie reżysera, 31 (2016).

## Nagrody i wyróżnienia
- 1968, Laurel Awards:
  - Golden Laurel (II miejsce) w kategorii Female New Face